# Yang Ki-Mo
Yang Ki-Mo es un deportista surcoreano que compitió en taekwondo. Ganó una medalla de oro en el Campeonato Mundial de Taekwondo de 1979 y una medalla de oro en el Campeonato Asiático de Taekwondo de 1980.

## Palmarés internacional
| Campeonato Mundial  | Campeonato Mundial | Campeonato Mundial | Campeonato Mundial |
| Año                 | Lugar              | Medalla            | Categoría          |
| ------------------- | ------------------ | ------------------ | ------------------ |
| 1979                | Stuttgart (RFA)    | Medalla de oro     | –52 kg             |
| Campeonato Asiático |                    |                    |                    |
| Año                 | Lugar              | Medalla            | Categoría          |
| 1980                | Taipéi ( Taiwán)   | Medalla de oro     | –52 kg             |